# Nóvaya Usman
Nóvaya Usman (ruso: Но́вая У́смань) es un asentamiento rural y pueblo (seló) de Rusia, capital del raión homónimo en la óblast de Vorónezh.
En 2021, el actual territorio del asentamiento tenía una población de 38 138 habitantes, de los cuales 36 540 vivían en el propio pueblo y el resto en cuatro pedanías: los posiolki de Luch y Necháyevka y las aldeas (derevni) de Párusnoye y Podklétnoye.
Se ubica a orillas del río Usman, en la periferia oriental de la capital regional Vorónezh, en la salida de la ciudad de la carretera R298 que lleva a Borisoglebsk.

## Historia
Se conoce la existencia del pueblo en documentos desde 1598. En el siglo XVIII tenía ya dos mil habitantes, y sus habitantes se dedicaban a la construcción de barcos fluviales. En aquella época se desarrolló también como lugar de parada de la ruta postal de Vorónezh a Tambov. La Unión Soviética le dio el estatus de capital distrital en 1928, cuando se organizaron los raiones de la óblast de Chernozem Central.
En las décadas siguientes creció de forma extraordinaria como área periférica de Vorónezh, y su desorganizado casco urbano acabó dividido en dos asentamientos rurales, llamados "Usmanskoye 1" y "Usmanskoye 2". En 2018, los habitantes de ambos pueblos rechazaron en una encuesta formar aquí una ciudad, pero sí se aceptó unir ambas localidades en un solo ayuntamiento, dando lugar en 2022 al actual término municipal, que es uno de los asentamientos rurales más poblados de Rusia.